# 붉은박쥐
붉은박쥐(학명: Myotis rufoniger, 문화어: 검은오렌지윗수염박쥐)는 애기박쥐과 윗수염박쥐속에 속하는 포유동물이다. ‘황금박쥐’, ‘오렌지윗수염박쥐’, ‘조복성박쥐’로도 불린다. 중국, 한반도, 일본의 쓰시마섬과 대만 등에 분포하여 산다.

## 아종
- Myotis rufoniger rufoniger - 중국과 베트남
- Myotis rufoniger tsuensis - 한반도와 대마도
- Myotis rufoniger watasei - 타이완

현재는 모두 Myotis rufoniger의 단일 종으로 통합되었다.

## 대한민국의 멸종위기종
한반도에 사는 아종인 Myotis rufoniger tsuensis는 천연기념물 및 환경부 지정 멸종위기 야생생물 Ⅰ급으로 지정되어 보호받고 있다.
최근 학명이 아종인  Myotis rufoniger tsuensis에서 아종이 없어진 Myotis rufoniger로 정정되었다.

### 형태 및 생태
전완장 4.5~5.2cm, 머리와 몸 4.5~7.0cm, 꼬리 4.3~5.2cm, 귀 1.5~1.8cm, 이주 0.6~0.9cm, 발톱을 포함한 뒷발의 길이 1.1~1.3cm이다. 중형의 박쥐로 양털 같은 털이 있으나 광택이 없다. 귓바퀴는 가늘고 길며 약간 굽어 있다. 날개막은 다리의 바깥쪽으로 약간 튀어나와 있으며 뒷발 발가락 기부에 부착되어 있다. 뒷발은 작다. 몸에 난 털과 날개·귓바퀴의 골격 부분 등은 오렌지색이고 귀의 가장자리, 뒷발, 제1지는 검은색이다.
주로 고목이나 산림에서 휴식을 취하고 겨울철에만 동굴이나 폐광에 들어가 동면한다. 동면기간은 10월부터 이듬해 4~5월까지로, 동면 시에는 동굴 내 온도가 높은 지점에서 동면하며, 다른 박쥐보다 일찍 동면에 들어가서 늦게 나온다. 여름철에는 산림 지역 내 잎이 무성한 나뭇가지에 거꾸로 매달려 휴식을 취하며, 6~7월에 새끼 1마리를 낳는다. 초음파를 이용해서 곤충을 포획한다.

## 같이 보기
- 한국의 포유동물